# Harvey Wood
Harvey Wood, est un joueur de hockey sur gazon britannique qui évolué au poste de gardien de but. Lors des Jeux olympiques d'été de 1908 se tenant à Londres il remporte la médaille d'or pour la première apparition de ce sport au programme olympique.

## Palmarès

### Jeux olympiques
- Jeux olympiques d'été de 1908 à Londres
  -  Médaille d'or.